# Ropice zastávka
Ropice zastávka (Ropica przystanek) je železniční zastávka, která se nachází v severovýchodní části obce Ropice. Leží v km 316,095 železniční trati Bohumín–Čadca mezi stanicí Český Těšín a zastávkou Třinec-Konská.

## Historie
Zastávky byla vybudována již při stavbě Košicko-bohumínské dráhy a otevřena byla 8. ledna 1871, tedy současně s úsekem KBD, na kterém se nacházela. Tehdy zastávka nesla německý název Roppitz. Až do elektrizace trati v 60. letech 20. století byla v zastávce lávka pro pěší, cestujícím sloužila nevelká budova s čekárnou a pokladnou pro prodej jízdenek. V rámci předelektrizačních úprav byly tyto objekty zbořeny. Tehdy byla vybudována nástupiště z betonových panelů a plechový přístřešek pro cestující.

Název Ropice zastávka místo získalo po připojení Těšínska k Československu, ke kterému došlo v roce 1920. Během krátké polské okupace v letech 1938-1939 nesla zastávka pojmenování Ropica Przystanek, poté za německé okupace Roppitz Haltepunkt. Od roku 1945 se opět používá označení Ropice zastávka s tím, že od roku 12. prosince 2010 se oficiálně používá i polskojazyčná verze Ropica przystanek. Důvodem pro volbu dvojjazyčného názvu bylo to, že více než 10 % obyvatel Ropice je polské národnosti. Ve skutečnosti však byla na zastávce nesprávná cedule Ropice (což je ve skutečnosti zastávka na trati Český Těšín – Frýdek-Místek, až od roku 2015 je zastávka i fyzicky označena správně jako Ropice zastávka (Ropica przystanek).
Optimalizace traťového úseku Bystřice – Český Těšín, která probíhala v letech 2010 až 2012 se významně dotkla i Ropice zastávky, která musela být vybudována úplně znova. Původní poloha zastávky byla zcela opuštěna a byla vybudována zastávka nová na severněji položené přeložce trati. V blízkosti zastávky byl na přeložce postaven rovněž nový most přes Olši. Zastávka je na náspu, pod kterým byl vybudován podjezd místní komunikace, který nahradil původní přejezd přímo v zastávce.

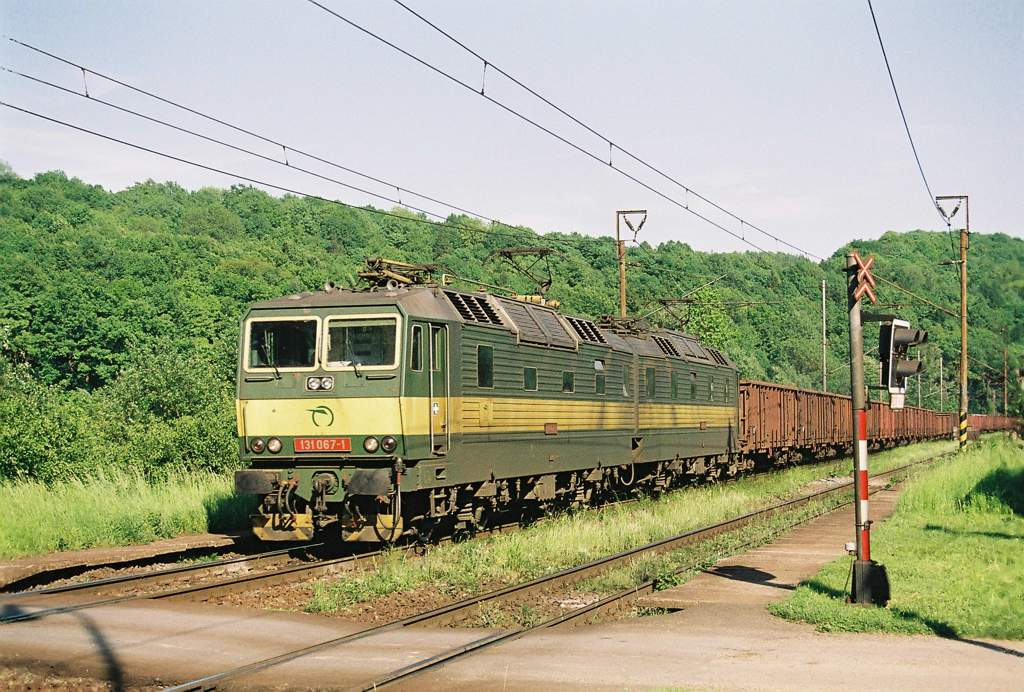
Rudný vlak projíždí zastávkou ještě v původní poloze s přejezdem

## Popis zastávky
Zastávkou prochází dvoukolejná trať, u které jsou vybudována dvě vnější nástupiště. Před výstavbou přeložky mělo nástupiště u koleje č. 1 délku 242 m, u koleje č. 2 délku 251 m. Přechod mezi nástupišti byl možný po přejezdu v zastávce, který byl vybaven přejezdovým zabezpečovacím zařízením bez závor.
Zastávka v nové poloze má obě nástupiště o délce 190 m, výška nástupní hrany je 550 mm nad temenem kolejnice. Na obou nástupištích je zřízen přístřešek pro cestující. Přechod mezi nástupiště je možný silničním podjezdem v km 316,078, od kterého vedou na nástupiště schodiště nebo rampa pro bezbariérový přístup. O jízdách vlaků jsou cestující informováni pomocí rozhlasu, který je ovládán systémem INISS z CDP Přerov, případně z pracoviště pohotovostního výpravčího v Návsí.